# Відносини Святий Престол — Європейський Союз
Відносини Святого Престолу та Європейського Союзу — це відносини між Європейським Союзом (ЄС) та Святим Престолом (включаючи суверенну територію Святого Престолу, відому як Держава Ватикан).

## Співпраця
Святий Престол і Ватикан не є членами Європейського Союзу, але є невід'ємною частиною ЄС. Місто Ватикан має відкритий кордон з Італією, а отже, з усім Шенгенським простором, частиною якого є Італія. У 2006 році Ватикан виявив зацікавленість у приєднанні до Шенгенської інформаційної системи. І Святий Престол, і Ватикан використовують євро як єдину законну валюту, а монети євро Ватикану карбуються відповідно до угоди, затвердженої ЄС з Італією. ЄС надав Італії повноваження вести переговори про угоду зі Святим Престолом у 2000 році, що дозволило Святому Престолу карбувати максимум 670 000 євро. Після перегляду домовленостей нова угода набрала чинности в 2010 році, що дозволило їй заробляти 1 млн. Євро на рік (плюс до додаткових 300 000 євро в особливих випадках).
Відповідно до Копенгагенських критеріїв Європейського Союзу для визначення прийнятности держав приєднуватися до ЄС, держава-кандидат має бути демократією вільного ринку. З огляду на те, що Святий Престол не є державою, і місто Ватикан функціонує як виборна абсолютна монархія, що має лише одного великого економічного суб'єкта (саму державу), жоден з них не відповідає критеріям.
Місто Ватикан не є частиною Митного союзу Європейського Союзу або зони ПДВ ЄС, на відміну від деяких інших малих європейських держав. Однак Ватикан звільняється від мита та податків, а невелика кількість товарів, що експортуються з Ватикану, звільняється від мита.

## Представлення
Перший представник Святого Престолу, Апостольський Нунцій, був акредитований при ЄС у 1970 році. Роль представника ЄС при Святому Престолі відводиться представнику ЄС при ООН у Римі: даний час посол Ів Гаццо. Першим представником ЄС при Святому Престолі був Луїс Рітто, акредитований у 2006 році. Ця акредитація відбулася після візиту президента Комісії Жозе Мануеля Баррозу, який бажав створити повноцінні відкриті дипломатичні відносини між ними.

## Точки напруги
Деякі з останніх подій у стосунках були;
- Незгода щодо того, чи включати посилання на християнську спадщину в Європейській Конституції[4]
- Європарламент відмовився ратифікувати Рокко Буттільоне як єврокомісара, оскільки він підтримав погляд Католицької церкви на гомосексуальність[5]
- Європейський Союз схвалив Звіт Сандбека, збільшивши фінансування абортів[6]
- Фінансування досліджень стовбурових клітин Європейським Союзом[7]
- Європейський парламент прийняв пропозицію[8] вимагає обов'язкового визнання одностатевих союзів по всьому Європейському Союзу

## Членство
Місто Ватикан (найменша держава у світі) є церковною  або священно — монархічною державою, і як така не має демократичних повноважень для вступу до ЄС (ст. 49 ДЕС) і є навряд чи вдасться їх досягти з огляду на його унікальний статус. Крім того, його економіка також має унікальний некомерційний характер. Загалом, місія держави Ватикан, яка пов’язана з місією Святого Престолу, мало пов’язана з цілями Договору про ЄС. Таким чином, членство в ЄС не обговорюється, навіть якщо країна повністю оточена державою-членом ЄС.